# Peloribates genavensium
Peloribates genavensium är en kvalsterart som beskrevs av Sandór Mahunka 1983. Peloribates genavensium ingår i släktet Peloribates och familjen Haplozetidae. Inga underarter finns listade i Catalogue of Life.